# Vierwindenhuis

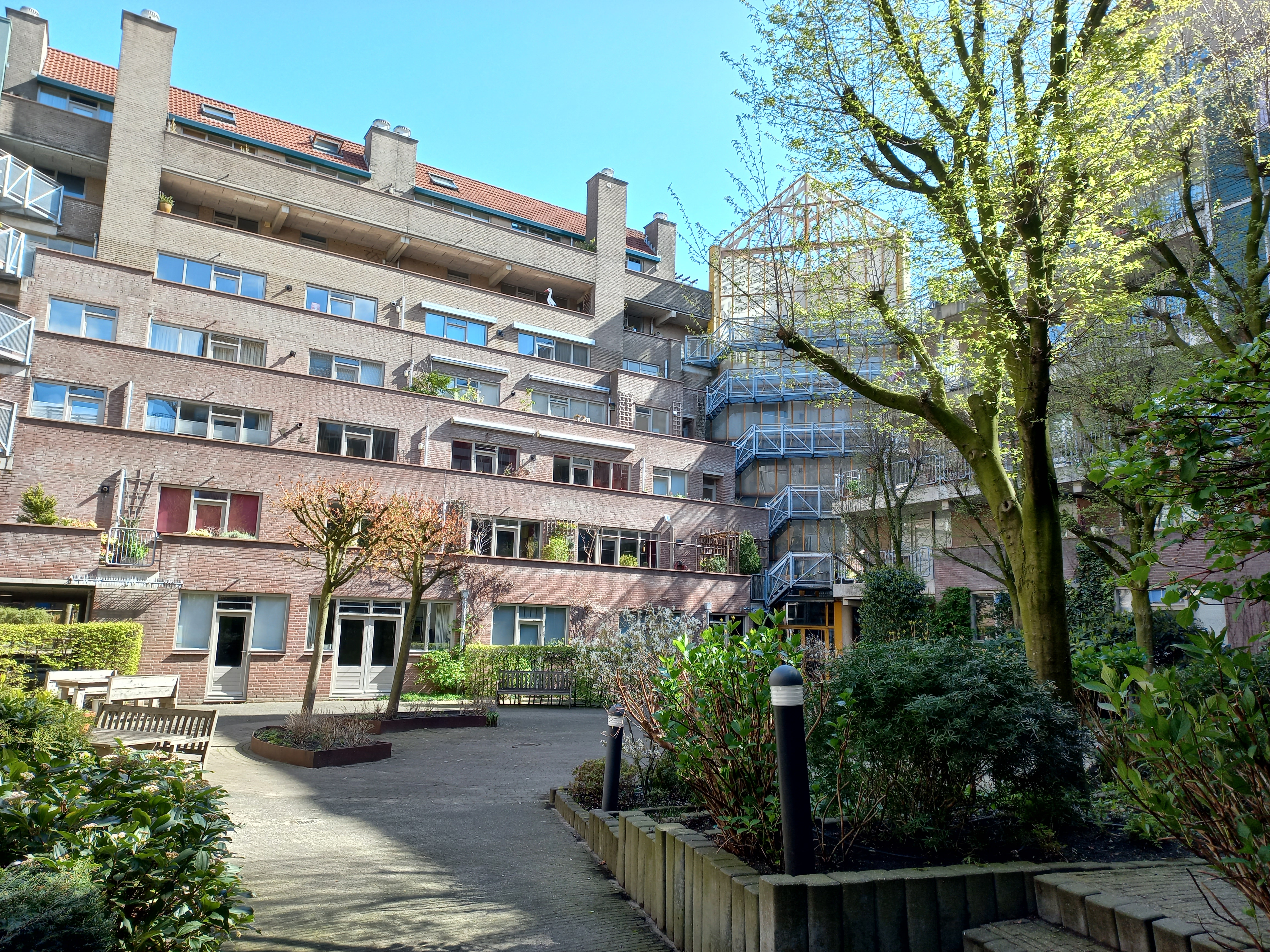
Binnentuin (april 2023)

Het Vierwindenhuis is het grootste gebouw aan het Windroosplein in Amsterdam-Centrum.

## Aanloop
Het schiereiland Wittenburg was eeuwenlang het domein van scheepvaart en alles wat daar verband mee had. In de jaren zeventig en tachtig van de 20e eeuw kwam daar een eind aan. Het actieve havengebied schoof steeds meer westwaarts. Er kon vervolgens gewerkt worden aan de herontwikkeling van het terrein naar een woonwijk. Bijna alle bebouwing ging tegen de vlakte en het werd opnieuw ingericht. Op de grens van 1980/1981 is er aan de noordkant van het eiland een lege plek te zien, waarop uiteindelijk het Vierwindenhuis zou komen.
Ondertussen maakte architect Piero Frassinelli met collectief Superstudio furore in Nederland. Bij een expositie in galerie Van Rooy in de Nieuwe Spiegelstraat presenteerde hij een aantal maquettes voor twee te bouwen complexen: de Driehoekjes in Den Haag en het Vierwindenhuis in Amsterdam. Het complex Driehoekjes zou daarbij een binding maken met het verleden middels een verwijzing naar de eerdere huizen die er stonden. Het Vierwindenhuis had een geheel andere opzet. Tom Maas omschreef het in het NRC Handelsblad als een afgeplatte piramide met een open binnentuin begrensd door vier aan elkaar gebouwde vleugels vernoemd naar de windrichtingen. Maas wees op overeenkomsten met het werk van Aldo van Eyck, Herman Hertzberger en Piet Blom; het geheel zag er structuralistisch uit. Opdrachtgever was Vereniging Bolhuis onder leiding van filosoof Fons Elders, die een combinatie van privacy en sociaal contact nastreefde. Als voorbeeld nam hij het Dogonvolk in de regio Mopti in Mali, waarbij een privéruimte aansluit bij groepsruimte. Bolhuis was de naam van het oorspronkelijke ontwerp van architect Bert van Hulst voor deze plek. Een gebouw in de vorm van een halve bol was niet geschikt voor hoogbouw en het was relatief duur.  

## Bouwen
Een half jaar verder werd er nog steeds volop gepraat maar nieuw gebouwd. In het complex zouden volgens ramingen in mei 1984 150 bewoners gehuisvest moeten worden tegen een kostprijs van tien miljoen gulden. In de filosofie van Frassinelli en Elders was de verticale dragende structuur van belang, zodat de horizontale bouweenheden voor allerlei doeleinden konden worden gebruikt (woning, terras etc) en tussenmuren soms wel en soms niet gebouwd hoefden te worden, maar ook geschikt als men een andere inrichting van woning en’/of gebouw wilde. De architect ging steeds uit van ruimten van circa 4 bij 4 meter. Er werd gebouwd op de toekomst want Elders zag dat het aantal leden per gezin al jaren aan het dalen was en zo meer behoefte was aan kleinere woningen. In het complex zouden ook horeca, andere bedrijfsmatige eenheden en een school ondergebracht worden. Ook een overdekte tuin behoorde tot de plannen. Het idee om het geheel als huurcomplex te bouwen viel af; het werden premie-A-woningen. De bouw zou in lente 1985 een aanvang kunnen nemen.  In september 1985 is er nog steeds sprake van “plannen”; financie speelt daarbij een zodanige rol dat wethouder Jan Schaefer ingrijpt; de erfpachtprijs wordt berekend voor huurwoningen.  De vertraging had tot gevolg dat pas in maart 1986 de bouwaanvraag ingezonden kon worden; ook moest de gemeente nog bekijken of de grond niet al te vervuild was geraakt. Eind 1986 verschenen de eerste advertenties in de krant (Stichting Vierwindenhuis), maar in januari 1987  is het stadium “dat nog gebouwd moet worden”. Op 15 mei 1987 gaat de eerste heipaal de grond in voor het complex van dan 89 woningen (Premie A en D). In de zomer van 1989 werd het hoogste punt bereikt van dit op de poolster gerichte gebouw.
In juni 1990 werd het complex dan geopend. Een andere inspiratiebron komt dan ook meer naar de voorgrond. De vier klassieke elementen zijn terug te vinden:water (noordhal met fontein), aarde (gele oosthal met wintertuin), lucht (zuidhal, blauwe kleur) en vuur (westhal, rood gekleurd).  
Achteraf werd geconstateerd dat het originele concept zodanig was aangepast dat het aandeel van Superstudio grotendeel verloren is gegaan. ARCAM wijst op het vele gebruik van baksteen, beton en staal en het voortborduren op het bouwen in de jaren zeventig met binnentuin (25 x 25 meter) en loopbruggen. Het theater kwam in de zuidhal.
Erfgoedvereniging Heemschut zette het gebouw in 2018 op hun lijst Post ’65 bouw periode 1966-1990. Ze deed dat niet vanwege de in hun ogen rommelige architectuur, maar het idee wat er achter zat.